# Atriftaloide

Una atriftaloide amb a = 3 i b = 2

Una atriftaloide, és un tipus de corba sèxtica plana. Ve donada per l'equació
{\displaystyle x^{4}(x^{2}+y^{2})-(ax^{2}-b)^{2}=0\,}
on a, i b són nombres positius.